# Iglesia de la Natividad de la Virgen María (Vladikavkaz)
La iglesia de la Natividad de la Virgen María en la colina de Osetia (en osetio: Сыгъдæг Мады Майрæмы райгуырды аргъуан) es la iglesia ortodoxa más antigua de Vladikavkaz. Es considerada objeto del patrimonio cultural de los pueblos de la Federación Rusa.

## Historia

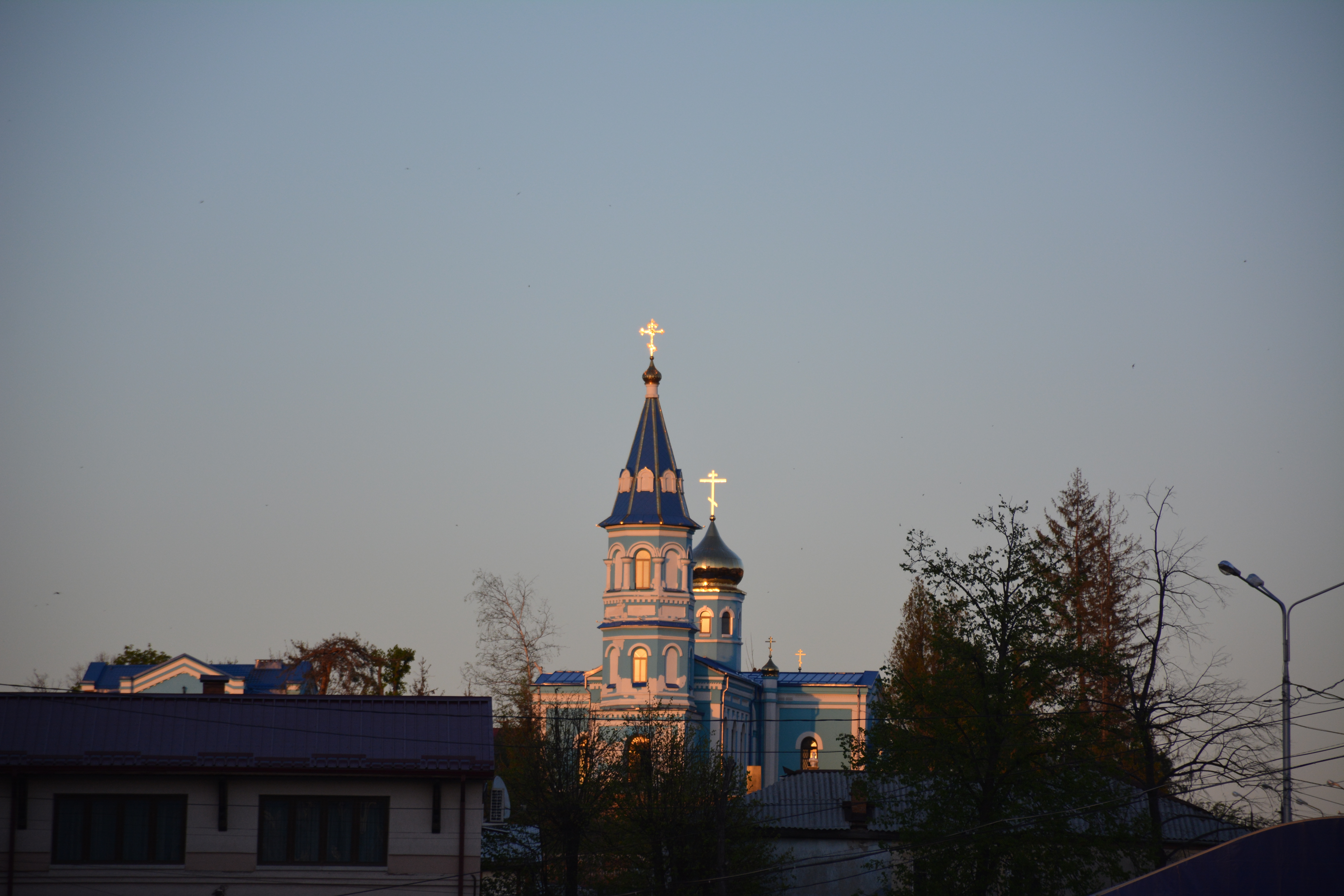
Vista del templo desde el río Térek

La Iglesia de madera de la Natividad de la Virgen María (debido a su localización en la colina de Osetia de la ciudad de Vladikavkaz, brevemente referida por el pueblo como Iglesia de Osetia) fue fundada y consagrada en 1814-1815. Fue originalmente cuadrangular y posteriormente pasó a ser cruciforme. En 1823, un templo de piedra fue construido en el lugar. A medida que la comunidad ortodoxa se expandía, también lo hacía la iglesia. En 1861, se construyó un nuevo templo de piedra de estilo clásico.
La iglesia se construyó con la participación del jefe del distrito militar de Vladikavkaz, el Barón Vrevsky, el General Evdokimov, el Coronel Speransky, el Príncipe Svyatopolk-Mirsky, otros ciudadanos influyentes y habitantes comunes de la ciudad. En 1896, el templo fue ampliado con una nueva extensión y cercado con piedra. En términos de construcción, se decidió optar por un diseño en forma de cruz, y un campanario edificó en la parte occidental.
El 13 de diciembre de 1931, por decisión de la Cámara Municipal, la iglesia fue cerrada. En la década de 1930, toda la parte de la cúpula y las campanas fueron removidas y destruidas. Por la resolución de la Comisión de Cultos de 22 de marzo de 1932 el edificio fue transferido al departamento de educación pública de la ciudad para la organización del museo politécnico. 
Desde 1939, la iglesia abrigó el Museo de Literatura Osetia en homenaje a K. Khetagurova. 

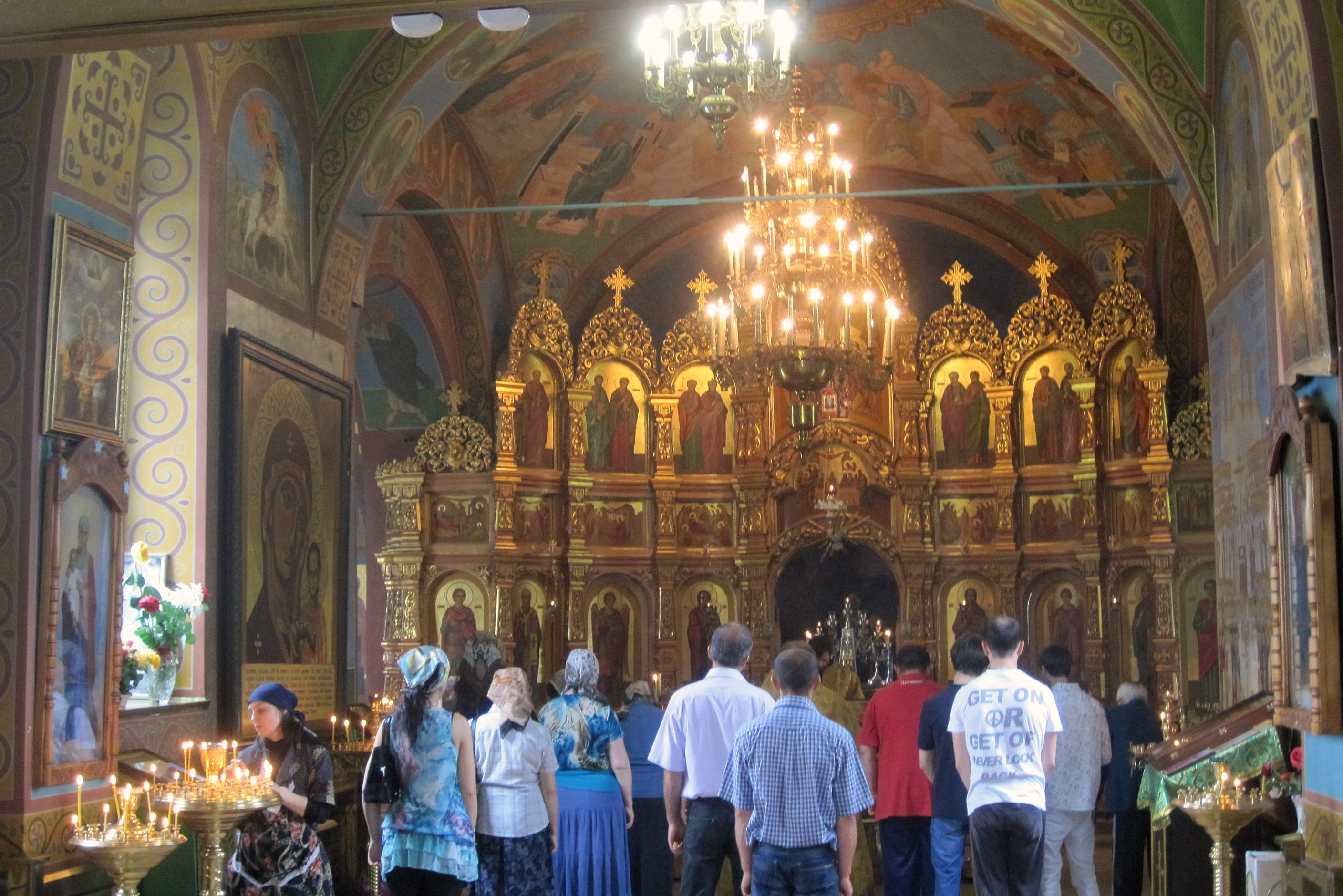
Vista interna de la iglesia

El 25 de noviembre de 1988, el comité ejecutivo del consejo de diputados ordinarios del distrito de Leninsky en la ciudad de Ordzhonikidze examinó la declaración de un grupo de fieles, que pidió se registrara su asociación religiosa y se devolviera el edificio a la antigua iglesia ortodoxa en Osetia. El 13 de abril de 1990 se adoptó la decisión No. 997 del Comité Ejecutivo del Consejo Municipal de Diputados de Ordzhonikidze “Sobre la transferencia del edificio de la antigua iglesia osetia en Vladikavkaz y el territorio adyacente a la comunidad religiosa de cristianos ortodoxos”.
Una necrópolis se encuentra alrededor del templo, donde están enterradas personalidades que desempeñaron un papel importante en la historia y cultura del pueblo osetio.